# Korsknap (art)
Korsknap (Glechoma hederacea) er en 10-25 cm høj urt, der vokser i enge eller vejkanter. De krybende stængler på de ikke-blomstrende skud kan blive op til 120 cm lange. Planten er giftig for kreaturer, særlig heste.

## Beskrivelse
Korsknap er en flerårig urt med en krybende til opstigende vækst. Stænglerne er firkantede og behårede. De langstilkede blade sidder modsat, og de er nyreformede eller bredt ægformede med rundtakket rand. Oversiden er mørkegrøn, mens undersiden er lysegrøn. Begge sider er stivhårede.
Blomstringen sker i april-juni, hvor man finder blomsterne siddende parvis i bladhjørnerne. De enkelte blosmter er blåviolette (af og til hvide eller lyserøde) og uregelmæssige med to hovedlæber. Frugterne er kapsler med nogle få frø i hver.
Rodnettet består af trævlerødder, der udspringer fra den krybende jordstængel, som også sætter de 10-20 cm høje, overjordiske skud.
Højde x bredde og årlig tilvækst: 0,50 x 0,30 m (50 x 30 cm/år)

## Voksested
Korsknap er udbredt i Europa (også i Danmark), Lilleasien, Kaukasus og Centralasien. Den foretrækker nitratrige og fugtige voksesteder som skovbryn, levende hegn, vejkanter og buskadser langs vandløb, og den kan findes i lyse løvskove på fugtig bund. Derfra er den indvandret til de dyrkede marker, hvor den optræder sammen med andre velkendte ukrudtsarter.
Den er almindelig i Østjylland og på Øerne.
I Sandlyng Mose i Vestsjælland findes arten sammen med bl.a. bøg, hundegræs, alm. røn, blåtop, burresnerre, bølget bunke, dunbirk, engnellikerod, engrørhvene, kærtidsel, lav ranunkel, mælkebøtte, skvalderkål, stilkeg, stor fladstjerne, stor nælde og tørst
.
| Portal | Portal:Botanik |

## Note
1. ↑  Vestsjællands Amt: Botanisk kortlægning af Åmosen